# كاثي كورنيليوس
كاثي كورنيليوس (بالإنجليزية: Kathy Cornelius)‏ هي لاعبة غولف أمريكية، ولدت في 27 أكتوبر 1932 في بوسطن في الولايات المتحدة.

## وصلات خارجية
- كاثي كورنيليوس على موقع رابطة لاعبات الغولف المحترفات (الإنجليزية)